# 603

## Nașteri
- dată necunoscută: Muawiya  (d. 680)
- 23 martie: K'inich Janaab' Pakal I  (d. 683)